# Zbiornik Łąka
Zbiornik Łąka (tzw. Jezioro Łąka) – sztuczny zbiornik wodny, utworzony poprzez budowę w 1987 r. zapory Łąka na rzece Pszczynka, na północ od Zbiornika Goczałkowickiego, w gminie Pszczyna (województwo śląskie). Tereny rekreacyjne.

## Historia
Ze względu na szybki rozwój Rybnickiego Okręgu Węglowego w latach60. i 70. XX w. koniecznym stało się wybudowanie zbiornika wody przemysłowej dla potrzeb kopalń i innych zakładów w tym rejonie. Dotychczas korzystały one z wód pobieranych ze zbiornika w Goczałkowicach, który w głównej mierze przewidziany był do dostarczania wody do celów komunalnych. Decyzja w tej sprawie zapadła w 1977 r. Teren na budowę wybrano w odległości kilku km na zachód od Pszczyny i na północ od wsi Łąka, gdzie postanowiono przegrodzić zaporą bieg rzeki Pszczynki. Zgodnie z planem, zbiornik powinien był zostać oddany do eksploatacji w grudniu 1981 r., jednak na skutek opóźnień zakończenie budowy miało miejsce dopiero w roku 1986. Umożliwiło to rybnickim kopalniom zrezygnować z poboru z Jeziora Goczałkowickiego ok. 54 tys m3 wody na dobę, co znacząco poprawiło bilans wody pitnej dostarczanej do aglomeracji katowickiej.
Do realizacji inwestycji niezbędny był wykup gruntów rolnych, głównie od rolników z Łąki. Przy okazji budowy zapory wieś ta otrzymała wodociąg. Zbudowano drogę Mizerów-Wisła Mała i wyremontowano kilka innych dróg.

## Charakterystyka zbiornika
Zbiornik ma długość (wraz z cofką) do 5,5 km i szerokość 700 – 1000 m. Czasza zbiornika przy maksymalnym piętrzeniu 250,70 m n.p.m. ma powierzchnię 3,53 km2 i pojemności 11,2 mln m3. Zbiornik posiada stałą rezerwę powodziową w wysokości 3,3 mln m3. Średnia głębokość wody wynosi ok. 2,5 m.
W części cofkowej zbiornika głównego wybudowano dwa zbiorniki „cofkowe” o powierzchni łącznej około 60 ha i pojemności l,0 mln m3 jako zbiorniki wody zapasowej dla zbiornika zasadniczego.
W latach budowy Pszczynka prowadziła mocno zanieczyszczone wody. Ponieważ lustro wody w zbiorniku Łąka leży średnio ok. 5 m poniżej lustra wody Jeziora Goczałkowickiego powstała możliwość zrezygnowania przynajmniej z części tzw. jałowych zrzutów wody z „Goczałkowic” i skierowania nadmiarowych ilości wody do zbiornika Łąka, co polepszałoby biologiczny stan wody w tym drugim jeziorze. Zorganizowano to poprzez budowę 2 rurociągów stalowych średnicy 1200 mm i długości 870 m każdy o łącznym wydatku 4,0 m3/s. Na wylocie z rurociągów powstał kanał otwarty długości 1000 m doprowadzający wody do zbiornika Łąka.

## Zadania zbiornika
Do zadań zbiornika należą:
- zmniejszenie zagrożenia powodziowego w dolinie Pszczynki w rejonie Pszczyny przy przepływie 45 m3/s do 17 m3/s;
- wyrównanie przepływów niżówkowych w Pszczynce (gwarantowany odpływ biologiczny równy 0,3 m3/s);
- zaopatrzenie w wodę przemysłową kopalń Rybnickiego Okręgu Węgłowego i innych użytkowników w ilości średnio l,02 m3/s;
- stwarzanie warunków do rekreacji i wypoczynku[2].